# Loi relative aux enquêtes sur les coalitions
La Loi relative aux enquêtes sur les coalitions était une loi du Parlement canadien adoptée en 1923 par le gouvernement  de Mackenzie King qui réglementait certaines pratiques commerciales d'entreprises anticoncurrentielles. Elle correspond au régime législatif historique de la concurrence avant l'adoption de la Loi sur la concurrence pendant les années 1980. 

## Contenu de la loi
La loi interdisait les monopoles, la publicité trompeuse, le truquage des offres, la fixation des prix et d'autres moyens de limiter la concurrence. 
La loi a été révisée en 1952 et modifiée en 1969 par la  Loi de 1968-69 modifiant le droit pénal. 

## Importance en droit constitutionnel
Cette loi possède une importante notoriété en droit constitutionnel canadien en raison des pouvoirs qu'elle accordait aux non-policiers d'entrer dans des locaux privés sans mandat de perquisition délivré par un tribunal et de saisir des preuves qu'ils soupçonnaient d'être liées à une violation de la Loi. 
Cela a abouti à une perquisition des bureaux de l'Edmonton Journal et à la décision de la Cour suprême qui a suivi dans Hunter et autres c. Southam Inc., où les dispositions de la Loi ont été jugées inopérantes à la lumière de la protection de l'article 8 de la Charte canadienne des droits et libertés récemment adoptée. contre les perquisitions et saisies abusives. La loi a ensuite été abrogée en juillet 1986 et elle a été remplacée par la Loi sur la concurrence.